# Поронайск
Порона́йск (до 1869 года — айнское поселение Сиска или Сикка; с 1869 по 1905 — пост Тихменевский; с 1905 по 1945 год — Сисука или Сикука; яп. 敷香) — город в России, центр Поронайского городского округа Сахалинской области. Большая часть города расположена на правом берегу западного устья реки Поронай.
Население — 15 953 чел. (2023).

## Название

### Старинные названия
Айнское название первопоселения на месте города происходит от гидронима  Сиска или Сикка, принадлежащего правому притоку реки Поронай возле устья (современная река Чёрная). Старое русское название Пост Тихменевский, дано в 1869 году в честь М. П. Тихменева. В порядке поддержания исторической преемственности, в 1946 году производное от Тихменевского поста название было присвоено близлежащему селу.

### Современное название
Современное русское название города является производным от айнского гидронима Поронай, означающего «Большая река» — поро «большой, широкий», най «река». Присвоено городу в 1946 году.

## История
В старину на правом притоке близ устья реки Поронай, носившем два названия — Сикка либо Сиска (современная река Чёрная) — располагалось соимённое ему айнское поселение.
В августе 1869 года по соседству с селениями нивхов, айнов и других местных народов было основано русское поселение Пост Тихменевский, названное в честь М. П. Тихменева — военного губернатора Приморской области в 1880—1881 годах. Ещё раньше в поселениях на западном берегу Невского озера (в местности Тарайка, что у северной половины некогда одноимённого залива Терпения) проходила ежегодная ярмарка, где торговали коренные народы (тунгусы, якуты, амурские гиляки), русские, японцы (приходившие на джонках для рыбных промыслов). Айнов Тарайки называли кироро (букв. «мощь», «физическая сила»), они никогда не покорялись японцам и не принуждались работать на них, были известны как очень храбрые, независимые люди с горячим характером, более склонные к ссорам и более мстительные, нежели айны Южного Сахалина.
«Заведующим вновь устраиваемым постом в заливе Терпения» был назначен прапорщик А. П. Шишмарёв. Пост, вначале находившийся в устье рек Поронай и Чёрная, представлял собой военное поселение для охраны прибрежных вод и стал промежуточной точкой между южным и северным Сахалином. Впоследствии он перемещался по берегу реки Чёрная и наконец к 1905 году закрепился в нынешнем месте. Основное население поста составляли отбывшие срок каторжане.
В 1890 году пост посещал Антон Павлович Чехов, что отражено в его книге «Остров Сахалин». В 1904 и 1905 годах посёлки Тихменевский и Тарайка посещал этнограф Бронислав Пилсудский.
По Портсмутскому мирному договору 1905 года, вместе с южной частью Сахалина до 50-й параллели, вошёл в состав Японии, в 1945 году был возвращён СССР. По-японски город именовался Сикука (敷香, от айнского shikukka) ― большой, широкий. Название реки Поронай переводится с айнского языка как «большая река».
В Карафуто Сикука был первым городом, расположенным на юг от 50-й параллели во времена губернаторства Карафуто. В городе была построена бумажная фабрика мощностью 22 500 т бумаги в год (в советское время была модернизирована в целлюлозно-бумажный завод и работала до 1990-х годов). В районе работала угольная шахта Найкава. Под управлением японской администрации город находился до освобождения Южного Сахалина советскими войсками в августе 1945 года. В то время в Сикуке проживало около 11 тысяч человек. После 1945 года были построены сульфатно-спиртовой завод, рыбоконсервный комбинат, швейная фабрика (работала до середины 1990-х годов).

## Численность населения
| 1925    | 1935    | 1959    | 1967    | 1970    | 1979    | 1989    |
| ------- | ------- | ------- | ------- | ------- | ------- | ------- |
| 1373    | ↗19 463 | ↗21 570 | ↗23 000 | ↗23 610 | ↗24 669 | ↗25 971 |
| 1992    | 1996    | 1998    | 2000    | 2001    | 2002    | 2003    |
| ↗26 100 | ↘23 900 | ↘22 800 | ↘21 800 | ↘21 500 | ↘17 954 | ↗18 000 |
| 2005    | 2006    | 2007    | 2008    | 2009    | 2010    | 2011    |
| ↘17 400 | ↘17 100 | ↘16 900 | ↘16 700 | ↘16 565 | ↘16 120 | ↘16 100 |
| 2012    | 2013    | 2014    | 2015    | 2016    | 2017    | 2018    |
| ↘15 768 | ↘15 476 | ↘15 251 | ↗15 262 | ↘15 174 | ↗15 311 | →15 311 |
| 2019    | 2020    | 2021    | 2023    |         |         |         |
| ↗15 388 | ↗15 561 | ↗16 026 | ↘15 953 |         |         |         |

На 1 января 2025 года по численности населения город находился на 746-м месте из 1124 городов Российской Федерации.

## Экономика
Промышленность
В городе закрыты и ликвидированы целлюлозно-бумажный (построенный до 1945 года) и цементный завод. Поронайский ЦБЗ сливал большинство жидких отходов производства в приток Пороная, реку Чёрную, что очень негативно сказалось на экосистеме всей поймы. Твёрдые отходы ЦБЗ и угольной электростанции ссыпались в многочисленные терриконы, расположенные к северу от города.
В городе действует зверосовхоз «Поронайский», в котором выращивались норки и песцы. Совхоз был награждён орденом «Знак Почёта», являлся неоднократным дипломантом ВДНХ СССР. На сегодняшний день Зверосовхоз «Поронайский» не занимается разводом норки и песца, а занимается лишь переработкой рыбы.
Рыбная. Значительный объём всей производимой продукции приходится на долю рыболовецкого колхоза «Дружба». Также на территории Поронайского округа действуют более 30 предприятий, занятых в рыбной отрасли, относительно крупными являются: ООО «Муссон», ООО «Берег», ООО «Залив», р/к «Невское».
В 2008 году улов рыбы и других морепродуктов составил 24,1 тыс. тонн. Рыбопромышленные предприятия городского округа принимали участие в 12-й международной специализированной выставке «Рыбная индустрия−2008», завоевав четыре медали и пятнадцать дипломов за качество выпускаемой продукции.
Пищевая. Поронайск имеет развитую молочную и хлебопекарную индустрию. ОАО «Поронайский молокозавод» (награждён знаком «Лидер пищевой промышленности Сахалинской области») производит цельно- и кисломолочную продукцию в тетрапакетах, сметану, мороженое, сливочное масло, творог, йогурты с ягодно-фруктовыми добавками. Продукция пользуется спросом и в других районах области. ОАО «Поронайский хлебокомбинат» обеспечивает население района хлебом и хлебобулочными изделиями, кондитерской продукцией.
В ноябре 2024 года в Поронайском районе приступили к монтажу высокочувствительных антенн для отслеживания запусков с космодрома «Восточный». Их устанавливают на территории трассового измерительного пункта, к строительству которого приступили в 2023 году. Пункт предназначен для сопровождения запусков, которые будут производиться с космодрома в Амурской области. Здесь строятся здания и сооружения, предназначенные для обработки телеметрических параметров с ракетоносителей. Основное сооружение - унифицированный технологический модуль, где будет обрабатываться вся информация, которая будет поступать с антенных сооружений.Антенны разработаны российской компанией специально для Сахалина. Для их монтажа на остров прибыла бригада инженерно-технического состава. Антенная система с зеркалом 12 метров и высотой около 5-6 метров. Каждая из антенн защищена прочной полимерной оболочкой, чтобы уберечь чувствительный механизм  от воздействия ветров, осадков, а также птиц .На территории трассового измерительного пункта размеров в 12 га также идёт и строительство административного здания, гостиницы для персонала. На постоянной основе здесь будут работать около 100 человек, в том числе и сахалинцы. Предполагается, что на момент запуска прибудут ещё около 40 человек. Ввод объекта в эксплуатацию намечен на 2024 год.  А в будущем здесь будут отслеживать в том числе и запуск тяжёлой ракеты-носителя «Ангара»
Бизнес
В городском округе действует 191 предприятие розничной торговли, 12 предприятий общественного питания и 7 предприятий оптовой торговли. Общий оборот в 2008 году составил 2011,5 млн руб.
Строительство
После 20 лет застоя в конце 2000-х вновь заработала строительная отрасль. Строительные работы в округе ведут ГУП «Поронайское дорожное ремонтно-строительное управление» (ДРСУ), ООО «Ремстрой», ООО «Строитель», ООО «Теплострой», «Гражданстрой».
В 2011 году был сдан первый жилой дом на 12 квартир.
Транспорт
В городе есть морской торговый порт в устье реки Поронай. Через город проходят автомобильная дорога Южно-Сахалинск — Оха, железнодорожная магистраль Южно-Сахалинск — Ноглики (станция «Поронайск»).
Около 80 % объёма грузоперевозок в округе приходится на автомобильный транспорт. В округе работают 26 автотранспортных предприятий, наиболее крупные из них — ЗАО «Поронайская автобаза» , АТП, АТП-1, АТП-2, АТП-3. Автобусными маршрутами город связан с селами Восток, Леонидово, Гастелло, Тихменево, Матросово, Малиновка, Забайкалец и МО «Вахрушев».
Незначительная часть города, т. н. район Сачи (яп. 佐知 Сати), находится на левом берегу реки Поронай, на юго-западе речного острова в устье реки. Моста через устье нет, сообщение с этим районом ведётся через автомобильно-пассажирскую паромную переправу. От Сачей начиналась узкоколейная железная дорога в посёлок Трудовое. Движение поездов по ней прекращено в 2004 году, до 2010 года использовалась для движения самодельных дрезин. Окончательно была разобрана после 2012 года.

## Культура и образование
В городе действуют модельная центральная библиотека, краеведческий музей с 68 тысяч экспонатов, Детская школа искусств, культурно-досуговый центр, Центр детского творчества, Детская художественная школа. Образовательные учреждения: Сахалинский политехнический центр № 3 (СПЦ № 3), Технологический лицей малых коренных народов, пять общеобразовательных средних школ, коррекционная школа-интернат, вечерняя школа работающей молодёжи.
День города отмечается с 2001 года.
Поронайский народный хор вошел в Большую советскую энциклопедию (Т. 24, III ч., с. 477).
Этнографический ансамбль малых народов Севера «Мэнгумэ илга» — «Серебряные узоры» (первый руководитель А. Украинский). Коллектив не раз демонстрировал фольклорное искусство за рубежом (в Японии, Канаде), выступал в Москве. С 1998 года руководитель коллектива — Е. Панник. 

## Медицина
В городе действуют:
- Центральная районная больница;
- городская поликлиника;
- детская поликлиника;
- железнодорожная поликлиника;
- стоматологическая поликлиника.

## Спорт
Имеется детская юношеская спортивная школа, спортивный комплекс «Авангард», физкультурно-оздоровительный комплекс «Арена», шахматный клуб, волейбольная секция, секция тяжелой атлетики. До 1990-х было несколько футбольных команд предприятий города, которые участвовали в первенстве города, сейчас есть один любительский клуб — «Смена». В Поронайске дважды проходил открытый кубок России в Дальневосточном федеральном округе по пауэрлифтингу (силовому троеборью). В нём принимали участие спортсмены Хабаровского и Приморского края, Амурской, Магаданской, Сахалинской областей и Чукотского автономного округа.

## Достопримечательности
- Государственный природный заповедник Поронайский.

## Климат
Город Поронайск приравнен к районам Крайнего Севера.
В Поронайске умеренный муссонный климат с морозной ясной зимой и прохладным дождливым летом.
- Среднегодовая температура воздуха — 0,5 °C
- Среднегодовая относительная влажность воздуха — 79 %. Среднемесячная влажность — от 70 % в январе и феврале до 91 % в июле.
- Средняя скорость ветра — 3,4 м/с. Среднемесячная скорость — от 3,0 м/с в июле до 3,7 м/с в октябре[33].

| Показатель              | Янв.  | Фев.  | Март  | Апр.  | Май  | Июнь | Июль | Авг. | Сен. | Окт.  | Нояб. | Дек.  | Год   |
| ----------------------- | ----- | ----- | ----- | ----- | ---- | ---- | ---- | ---- | ---- | ----- | ----- | ----- | ----- |
| Абсолютный максимум, °C | 2,0   | 5,1   | 12,7  | 19,5  | 33,5 | 33,1 | 36,2 | 35,0 | 29,0 | 21,3  | 16,1  | 8,4   | 36,2  |
| Средняя температура, °C | −15,8 | −13,9 | −7,2  | 0,1   | 4,7  | 9,5  | 13,6 | 15,7 | 12,1 | 5,2   | −4,5  | −13   | 0,5   |
| Абсолютный минимум, °C  | −39,8 | −39,1 | −34,2 | −23,5 | −7,1 | −2,1 | 0,3  | 1,0  | −3,3 | −13,2 | −29,8 | −35,4 | −39,8 |
| Норма осадков, мм       | 30    | 23    | 42    | 58    | 70   | 58   | 85   | 108  | 112  | 99    | 52    | 39    | 776   |
| Источник:               |       |       |       |       |      |      |      |      |      |       |       |       |       |

| Показатель                                               | Янв.  | Фев.  | Март  | Апр.  | Май  | Июнь | Июль | Авг. | Сен. | Окт.  | Нояб. | Дек.  | Год   |
| -------------------------------------------------------- | ----- | ----- | ----- | ----- | ---- | ---- | ---- | ---- | ---- | ----- | ----- | ----- | ----- |
| Абсолютный максимум, °C                                  | 2,0   | 5,1   | 12,8  | 19,2  | 33,5 | 33,9 | 36,2 | 35,0 | 28,9 | 21,9  | 16,1  | 8,4   | 36,2  |
| Средний суточный максимум, °C                            | −9,7  | −8,5  | −2,5  | 2,9   | 8,1  | 13,8 | 16,6 | 19,8 | 17,1 | 10,1  | 0,4   | −8,1  | 5,0   |
| Средняя температура, °C                                  | −14,6 | −14,5 | −7,1  | −0,1  | 4,6  | 10,1 | 13,9 | 16,2 | 12,3 | 5,4   | −4,1  | −13,1 | 0,7   |
| Средний суточный минимум, °C                             | −20,8 | −22,2 | −13,7 | −3,9  | 1,0  | 6,3  | 10,9 | 12,3 | 6,7  | −0,1  | −9,4  | −19,1 | −4,3  |
| Абсолютный минимум, °C                                   | −39,8 | −39,1 | −34,2 | −23,5 | −8,1 | −2,1 | 0,3  | 0,0  | −3,3 | −17,2 | −29,8 | −35,4 | −39,8 |
| Норма осадков, мм                                        | 21    | 21    | 33    | 48    | 69   | 71   | 85   | 99   | 126  | 82    | 56    | 33    | 744   |
| Источник: World Climate Climatebase.ru Thermo Karelia.Ru |       |       |       |       |      |      |      |      |      |       |       |       |       |

## Города-побратимы
- Китами (Япония) с 1972

## Геральдика
Первый герб Поронайска появился 16 мая 1998 года. Автор герба — художник Н. Г. Иксанов.